# قرار مجلس الأمن التابع للأمم المتحدة رقم 1460
قرار مجلس الأمن التابع للأمم المتحدة رقم 1460، المتخذ بالإجماع في 30 كانون الثاني / يناير 2003، بعد الإشارة إلى القرارات 1261 (1999)، 1265 (1999)، 1296 (2000)، 1306 (2000)، 1308 (2000)، 1314 (2000)، 1325 (2000) و1379 (2001)، دعا المجلس إلى الإنهاء الفوري لاستخدام الجنود الأطفال وأيد «حقبة تطبيق» القواعد والمعايير الدولية لحماية الأطفال المتأثرين بالحرب.

## القرار

### أعمال
وأيد القرار دعوة الأمين العام كوفي عنان إلى «عهد تطبيق» المعايير الدولية المتعلقة بحماية الأطفال في النزاعات المسلحة. ودُعيت أطراف النزاع التي كانت تستخدم الجنود الأطفال إلى إنهاء هذه الممارسات بينما يتم إجراء حوار مع الأطراف لوضع خطط لإنهاء تجنيدهم واستخدامهم. وكان هناك قلق بشأن قائمة الأطراف التي تنتهك التزاماتها الدولية المرفقة في مرفق تقرير الأمين العام، وسيتم اتخاذ مزيد من الخطوات.
تمت دعوة الدول الأعضاء إلى اعتماد تدابير من خلال التشريعات الوطنية للحد من الاتجار بالأسلحة في الدول التي لا تحترم القانون الدولي (اتفاقية جنيف الرابعة) المتعلقة بالاستخدام العسكري للأطفال وحماية المدنيين أثناء الحرب. وقد عقد المجلس العزم على إدراج أحكام لحماية الأطفال في ولايات عمليات حفظ السلام. وكان هناك قلق بشأن التقارير المتعلقة بالاستغلال الجنسي للنساء والأطفال، ولا سيما حالات العاملين في المجال الإنساني وأفراد حفظ السلام التابعين للأمم المتحدة.
وطلب مجلس الأمن تنفيذ خدمات المشورة وفحص فيروس نقص المناعة البشرية / الإيدز لأفراد حفظ السلام والشرطة وموظفي المساعدة الإنسانية التابعين للأمم المتحدة. تمت دعوة جميع الأطراف المعنية والدول الأخرى إلى ضمان إدراج حقوق الأطفال في عمليات السلام ونزع السلاح والتسريح وإعادة الإدماج، والامتثال للالتزامات التي تم التعهد بها للممثل الخاص للأمين العام المعني بالأطفال والنزاع المسلح، أولارا أوتونو.
وأخيراً، صدرت تعليمات إلى الأمين العام بتقديم تقرير بحلول 31 تشرين الأول / أكتوبر 2003 عن تنفيذ القرار الحالي، بما في ذلك قسم خاص عن حماية الأطفال في جميع تقاريره المستقبلية الخاصة ببلدان معينة.

## روابط خارجية
- نص القرار في undocs.org